# Canottaggio ai Giochi della XXXI Olimpiade - 4 senza maschile
Il 4 senza maschile dei Giochi della XXXI Olimpiade si è svolto tra il 7 e il 12 agosto 2016. Hanno partecipato 13 equipaggi.

## Risultati

### Batterie
| Pos. | Atleti                                     | Nazione     | Tempo   | Note  |
| ---- | ------------------------------------------ | ----------- | ------- | ----- |
| 1    | Dunkley-Smith, Lockwood, Booth, Hill       | Australia   | 5:54.84 | S A/B |
| 2    | Braun, Wimberger, Planer, Korge            | Germania    | 5:59.74 | S A/B |
| 3    | Viergever, Langen, van Schie, van der Want | Paesi Bassi | 6:00.55 | S A/B |
| 4    | Adam, Gontaru, Aicoboae, Cozmiuc           | Romania     | 6:02.56 | R     |
| 5    | Zarutski, Kosov, Ryabcev, Morgachev        | Russia      | 6:03.89 | R     |

| Pos. | Atleti                                  | Nazione     | Tempo   | Note  |
| ---- | --------------------------------------- | ----------- | ------- | ----- |
| 1    | Castaldo, Vicino, Lodo, Montrone        | Italia      | 5:56.01 | S A/B |
| 2    | McCabe, Schrijver, Crothers, Langerfeld | Canada      | 5:58.26 | S A/B |
| 3    | Cole, Rummel, Miller, Weil              | Stati Uniti | 5:58.31 | S A/B |
| 4    | Pashevich, Mihal, Lialin, Sharlap       | Bielorussia | 6:02.93 | R     |

| Pos. | Atleti                                   | Nazione       | Tempo   | Note  |
| ---- | ---------------------------------------- | ------------- | ------- | ----- |
| 1    | Gregory, Louloudis, Sbihi, Nash          | Gran Bretagna | 5:55.59 | S A/B |
| 2    | Angelopoulos, Christou, Tsilis, Tziallas | Grecia        | 5:59.65 | S A/B |
| 3    | Lang, Onfroy, Marteau, Onfroy            | Francia       | 6:00.72 | S A/B |
| 4    | Smith, Green, Hunt, Breet                | Sudafrica     | 6:01.64 | R     |

### Ripescaggio
| Pos. | Atleti                              | Nazione     | Tempo   | Note  |
| ---- | ----------------------------------- | ----------- | ------- | ----- |
| 1    | Smith, Green, Hunt, Breet           | Sudafrica   | 6:34.97 | S A/B |
| 2    | Pashevich, Mihal, Lialin, Sharlap   | Bielorussia | 6:36.50 | S A/B |
| 3    | Zarutski, Kosov, Ryabcev, Morgachev | Russia      | 6:39.32 | S A/B |
| 4    | Adam, Gontaru, Aicoboae, Cozmiuc    | Romania     | 6:39.64 | FB    |

### Semifinali
| Pos. | Atleti                                   | Nazione     | Tempo   | Note |
| ---- | ---------------------------------------- | ----------- | ------- | ---- |
| 1    | Dunkley-Smith, Lockwood, Booth, Hill     | Australia   | 6:11.82 | FA   |
| 2    | Smith, Green, Hunt, Breet                | Sudafrica   | 6:15.22 | FA   |
| 3    | Castaldo, Vicino, Lodo, Montrone         | Italia      | 6:16.54 | FA   |
| 4    | Cole, Rummel, Miller, Weil               | Stati Uniti | 6:19.08 | FB   |
| 5    | Angelopoulos, Christou, Tsilis, Tziallas | Grecia      | 6:24.04 | FB   |
| 6    | Zarutski, Kosov, Ryabcev, Morgachev      | Russia      | 6:24.89 | FB   |

| Pos. | Atleti                                     | Nazione       | Tempo   | Note |
| ---- | ------------------------------------------ | ------------- | ------- | ---- |
| 1    | Gregory, Louloudis, Sbihi, Nash            | Gran Bretagna | 6:17.13 | FA   |
| 2    | McCabe, Schrijver, Crothers, Langerfeld    | Canada        | 6:20.66 | FA   |
| 3    | Viergever, Langen, van Schie, van der Want | Paesi Bassi   | 6:21.04 | FA   |
| 4    | Pashevich, Mihal, Lialin, Sharlap          | Bielorussia   | 6:22.46 | FB   |
| 5    | Lang, Onfroy, Marteau, Onfroy              | Francia       | 6:26.94 | FB   |
| 6    | Braun, Wimberger, Planer, Korge            | Germania      | 6:35.90 | FB   |

### Finali
| Pos. | Atleti                                   | Nazione     | Tempo   | Note |
| ---- | ---------------------------------------- | ----------- | ------- | ---- |
| 7    | Cole, Rummel, Miller, Weil               | Stati Uniti | 5:59.20 |      |
| 8    | Angelopoulos, Christou, Tsilis, Tziallas | Grecia      | 6:00.56 |      |
| 9    | Pashevich, Mihal, Lialin, Sharlap        | Bielorussia | 6:00.57 |      |
| 10   | Zarutski, Kosov, Ryabcev, Morgachev      | Russia      | 6:02.09 |      |
| 11   | Lang, Onfroy, Marteau, Onfroy            | Francia     | 6:02.21 |      |
| 12   | Braun, Wimberger, Planer, Korge          | Germania    | 6:06.24 |      |

| Pos.    | Atleti                                     | Nazione       | Tempo   | Note |
| ------- | ------------------------------------------ | ------------- | ------- | ---- |
| Oro     | Gregory, Louloudis, Sbihi, Nash            | Gran Bretagna | 5:58.61 |      |
| Argento | Dunkley-Smith, Lockwood, Booth, Hill       | Australia     | 6:00.44 |      |
| Bronzo  | Castaldo, Vicino, Lodo, Montrone           | Italia        | 6:03.85 |      |
| 4       | Smith, Green, Hunt, Breet                  | Sudafrica     | 6:05.80 |      |
| 5       | Viergever, Langen, van Schie, van der Want | Paesi Bassi   | 6:08.38 |      |
| 6       | McCabe, Schrijver, Crothers, Langerfeld    | Canada        | 6:15.93 |      |